# Torsyna A
Torsyna A – ludzkie białko kodowane przez gen TOR1A (DYT1) w locus 9q34. Białko o należy do rodziny ATPaz związanych z różnymi aktywnościami komórkowymi (ATPases Associated with diverse cellular Activities), i jest związane z białkami rodziny proteazy Clp /białek szoku cieplnego. Gen TOR1A podlega ekspresji w części zbitej istoty czarnej. Mutacje w genie TOR1A wywołują dziedziczoną autosomalnie dominującą chorobę, dystonię torsyjną typu 1.